# Jenny Bassani
Jenny (Eugenia) Bassani (Ferrara, 1924 – Firenze, 9 settembre 2004) è stata una pittrice e scrittrice italiana.

## Biografia
Nata da una famiglia agiata della borghesia ebraica ferrarese, era figlia del medico Angelo Enrico Bassani (1885-1948) e di Dora Minerbi (1883-1987), musicista e figlia dello scienziato Cesare. Suo fratello maggiore era il celebre scrittore Giorgio. Fu quest'ultimo, notando la propensione di Jenny per l'arte, a inviarla a prendere lezioni private di disegno e pittura presso alcuni suoi amici, giacché la frequenza delle scuole pubbliche le era impedito a causa delle disposizioni antisemite vigenti in Italia a partire dal 1938. La sua figura compare anche tra i personaggi minori della vasta saga Il romanzo di Ferrara.
Jenny fu quindi allieva nel disegno e nella decorazione da Laura Bassani Fink e successivamente dello scultore Roberto Rebecchi (che nel 1941 ritrasse il fratello di Jenny sia in gesso che bronzo), del pittore Galileo Cattabriga e dell'anziano docente Angelo Longanesi-Cattani. Le prime opere furono vedute della campagna ferrarese, ritratti, interni di abitazioni come ad esempio l'Interno di casa Cattabriga (1942) conservato presso la pinacoteca comunale di Bondeno o Veduta di Quacchio (1943).
Trasferitasi in Toscana dopo la guerra, si perfezionò presso l'Accademia di belle arti di Firenze, frequentando i corsi di Giovanni Colacicchi e componendo da allora principalmente nature morte.
Sposatasi con il chirurgo livornese Rodolfo Liscia, ebbe tre figli tra cui Dora, futura storica dell'arte, continuando a dipingere su tela; contemporaneamente si dedicò alla decorazione di ceramiche, alcune delle quali pervenute al Centro Studi Bassaniani con sede in Casa Minerbi-Del Sale a Ferrara.
Stimolata dal fratello maggiore Giorgio, Jenny coltivò anche la scrittura: nel 1997 pubblicò a Signa il libro autobiografico L'anzulòn e La storia passa dalla cucina (Pisa, 2000), ricettario di cucina ebraica illustrato da lei stessa. È rimasta sinora inedita una raccolta di racconti autobiografici a seguito della sua morte, avvenuta nel 2004.